# جون كينغ (سياسي)
جون كينغ (بالإنجليزية: John King) هو سياسي أمريكي، ولد في 1775 في الولايات المتحدة، وتوفي في 1 سبتمبر 1836 في الولايات المتحدة. حزبياً، نشط في الحزب الديمقراطي. وقد انتخب عضو جمعية ولاية نيويورك وانتخب عضو مجلس النواب الأمريكي.